# Trest

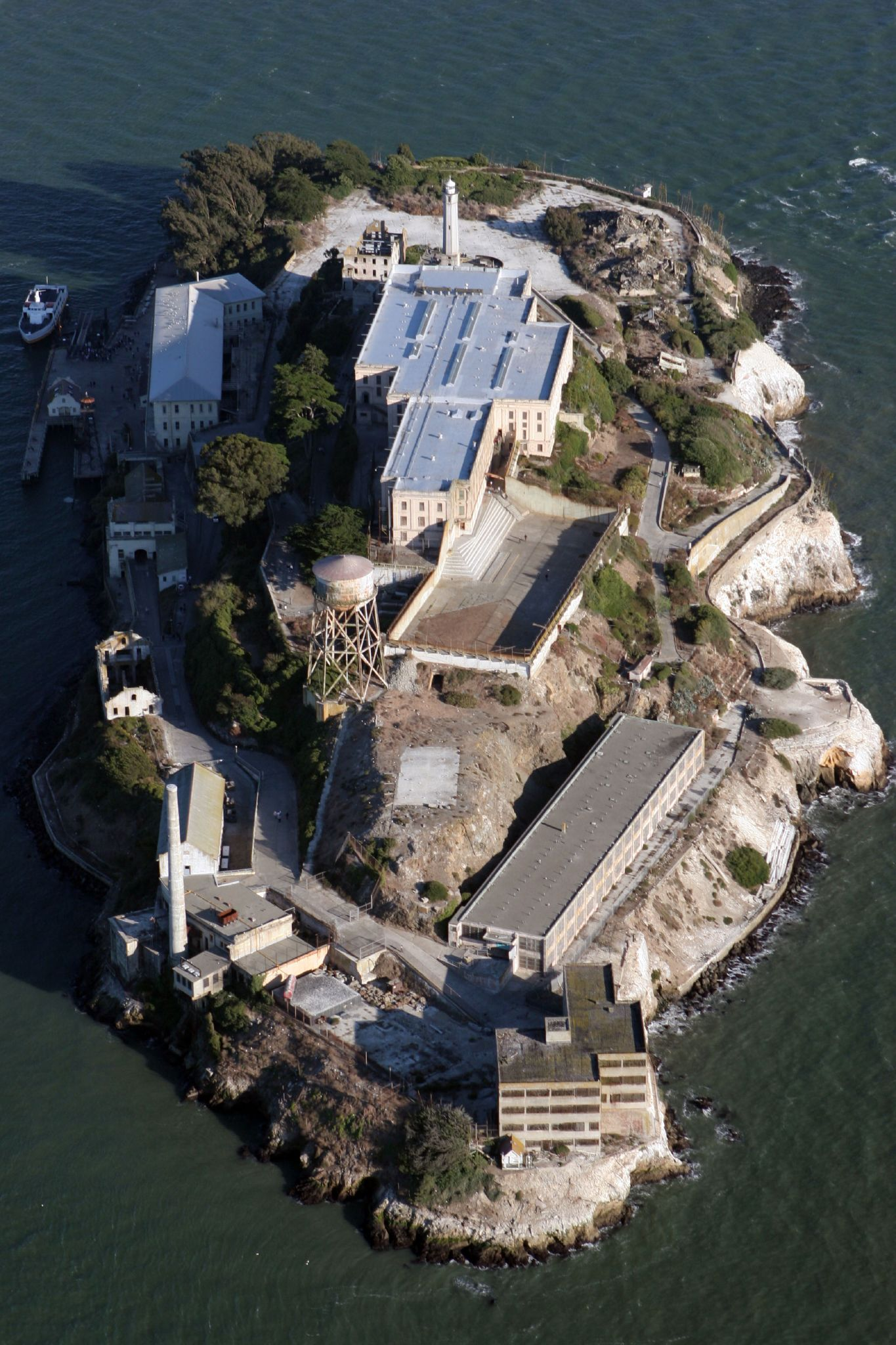
Ostrov a věznice Alcatraz u San Francisca

Trest neboli sankce je uvalení nějakého omezení, újmy, ztráty nebo bolesti, jímž oprávněná osoba vymáhá dodržování mravních, společenských nebo právních pravidel daného společenství. Smyslem trestu může být náprava, odstrašení, ochrana společnosti nebo obnovení narušeného řádu. 

## Účel a funkce trestu
Trestem společenství vymáhá dodržování svých norem. Tím jednak hodnotí a potvrzuje jejich závažnost a zároveň uznává trestaného jako příčetnou osobu, odpovědnou za své jednání.
Trest může plnit čtyři základní funkce:
1. přispět k nápravě potrestaného (výchovná funkce);
2. odradit či odstrašit jiné od podobného jednání (preventivní funkce);
3. chránit společnost před pachatelem (ochranná funkce – např. vězení);
4. obnovit spravedlnost, která byla přečinem narušena (restaurativní funkce).

Tato poslední funkce, totiž obnova a potvrzení porušeného řádu, je historicky patrně nejstarší a i když je dnes hůře pochopitelná, je pro význam trestu základní. Nejstarší indický Zákoník Manuův ji vyjadřuje takto:
„Kdyby král neúnavně netrestal ty, které trestat má, silnější by si pekli ty slabší jako ryby na rožni. (…) Nikomu by nic nepatřilo a svět by byl vzhůru nohama.“
„Potrestaný zločin padá na hlavu pachatele. Čtvrtina nepotrestané nespravedlnosti padá na toho, kdo ji způsobil, čtvrtina na svědky, čtvrtina na soudce a čtvrtina na krále.“
Podobně Immanuel Kant:
„Kdyby se měla ztratit spravedlnost, neměl by život lidí na Zemi žádnou cenu.“
Kritikové právního trestu jej často přirovnávají k pomstě. Od pomsty by se trest měl lišit tím,
- že se neukládá za utrpěnou újmu, nýbrž za porušení pravidel,
- že jej ukládá a vykonává autorita (případně společnost) a nikoli poškozený sám,
- že je co do rozsahu omezen.

Prvním omezením trestu je zásada „oko za oko, zub za zub“: za vyražený zub jen jeden zub, a ne všechny. Postupně se tato míra trestu dále snižovala a dnes se nejen postiženým, ale i kritikům společnosti často zdá, že trest je až příliš mírný. Naopak vlivná kritika moderního vězeňství M. Foucaulta ukazuje, jak právě zdánlivě „humánní“ vězení trestance lidsky poškozuje.

## Dějiny trestu

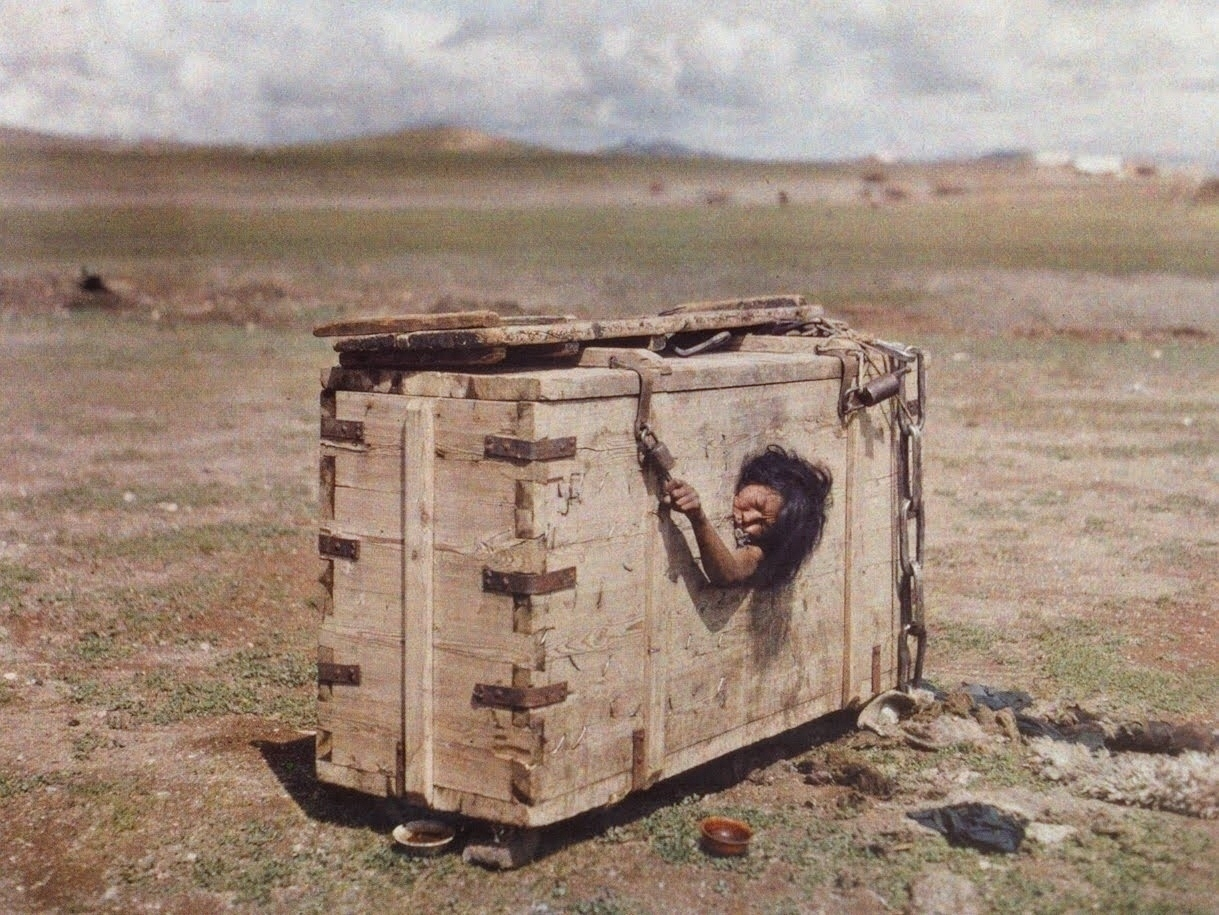
Mongolská žena odsouzená kolem roku 1913 k trestu smrti vyhladověním

Trest jakožto sankce, uvalená na pachatele vnější autoritou bez ohledu na to, jak své jednání hodnotí on sám, se vyskytuje už v archaických společnostech bez státního monopolu na násilí. Běžnými sankcemi jsou například veřejný posměch, vyloučení z kmene, tělesný trest anebo smrt. Trest, vynesený kmenovou autoritou, vykonává celé společenství. Ve starověkých společnostech se trestní řízení chápalo jako spor mezi poškozenými nebo jejich příbuznými a pachatelem (akuzační princip). Ještě v antickém Římě musel žalobce obviněného sám chytit, předvést a usvědčit. Aby se předcházelo zbytečným žalobám, měl proces často charakter sázky: pokud žalobce obviněného neusvědčil, musel sám zaplatit pokutu, kterou chtěl vymoci.
Teprve s posilováním centrální moci se trestní řízení odchyluje od soukromoprávního a funkci žalobce přebírá stát, který také zařizuje vyšetřování a případný výkon trestu (inkviziční princip); naopak poškozený hraje v procesu nanejvýš roli svědka a o náhradu škody musí žalovat zvlášť. Tak vzniká funkce veřejného žalobce a později i policejního vyšetřování. Důležitým krokem bylo zavedení práva na obhajobu, jež se prosadilo ve vrcholném středověku, a monopol státu na legitimní užívání násilí. V tradici římského práva se konečně prosadila i zásada, že trest lze ukládat jen na základě zákona (nulla poena sine lege), a jen v jím stanovené výši. Od 18. století se také zavádí instituce odvolacích soudů a odvolání.
Starší hrdelní a tělesné tresty se od počátku novověku nahrazují vězením nebo pokutami a vyskytují se už jen ve velmi tradicionalistických, zejména islámských zemích. Trest smrti poprvé napadl italský právník Beccaria, a přes vehementní obhajobu I. Kanta a dalších se v průběhu 20. století ve většině zemí zrušil; přispělo k tomu i zneužívání trestu smrti totalitními režimy 20. století. V současné době se diskutuje o účelnosti a účinnosti běžného trestu vězení a zkoušejí se různé alternativní tresty, které například pachatele konfrontují s jeho obětí a ukládají mu, aby se o ni nebo o pozůstalé postaral nebo mu ukládají veřejně prospěšné práce.

## Náboženství
V archaických společnostech, kde se právo ještě nevydělilo jako samostatná oblast, měl trest vždy také charakter náboženský a i nejstarší známé zákoníky se dovolávají božské autority. Pokud by společnost zločince strpěla a nepotrestala, musela počítat s tresty od bohů, jako je smrt a nemoc, neúroda, hlad nebo neplodnost. Podobně je tomu i v biblickém judaismu, kde je každý zločin porušením Božího řádu, a tedy zároveň proviněním proti Bohu čili hříchem.
V individualizovaných a vnitřních monoteistických náboženstvích jako je judaismus nebo křesťanství a do jisté míry i islám se náboženské tresty také zvnitřňují a vyjadřují obrazy soudu a věčných trestů. Také zde je trest jednak potvrzením a zdůrazněním významu náboženských zásad a požadavků, a na druhé straně uznáním lidské svobody, kterou člověk může i zneužívat a hřešit. Přesto víra v peklo snižuje kriminalitu, kdežto převažující víra v (benevolentní) nebe vykazuje zvýšenou kriminalitu.

## Církevní právo

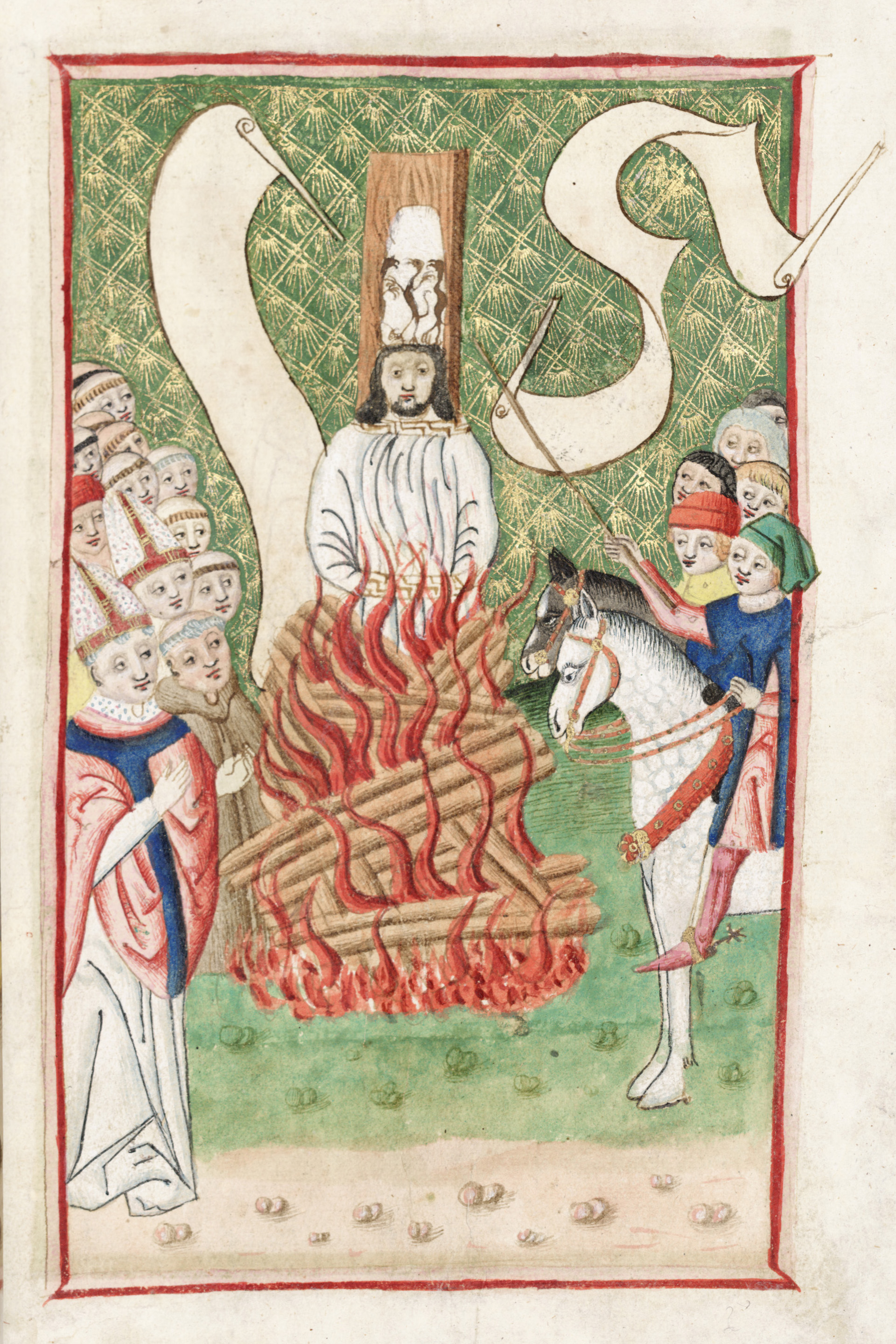
Český reformátor Jan Hus byl zbaven kněžské důstojnosti, vyloučen z církve a upálen na hranici jako kacíř

V katolickém kanonickém právu existují dva základní druhy trestů:
1. nápravné tresty, censurae – can. 1331 – 1335 CIC (1983):
  1. vyloučení z obecenství církve čili exkomunikace, (excommunicatio)
    1. exkomunikace latae sententiae, do níž viník upadá automaticky tím, že např. odpadl od víry, vyučoval bludu nebo vyvolával rozkol (can. 1364 § 1)
    2. exkomunikace ferendae sententiae, která musí být úředně vyhlášena

  2. zákaz konání bohoslužeb čili interdikt, (interdictum)
  3. zákaz výkonu kněžské funkce čili suspenze, (suspensio).
2. pořádkové tresty, poenae expiatoriae – can. 1336 – 1338:
  1. zákaz nebo příkaz zdržovat se na určitém místě nebo území,
  2. odnětí moci, úřadu, úkolu, práva, privilegia, zmocnění, výhody, titulu, vyznamenání, dokonce i pouze čestného,
  3. zákaz vykonávat všechno, co je uvedeno v odst. 2 nebo zákaz toho na určitém místě nebo mimo určité místo; tyto zákazy nemají nikdy za následek neplatnost
  4. trestní přeložení na jiný úřad,
  5. propuštění z duchovenského stavu.

Nápravnými nebo jinými spravedlivými tresty mohou být podle kanonického práva potrestáni např. rodiče, kteří nechají pokřtít nebo vychovat své děti v jiném než katolickém náboženství (can. 1366), dále každý, kdo zneuctí eucharistické způsoby (can. 1367), kdo se dopustí křivé přísahy před svým představeným (can. 1368), kdo se veřejně dopustí rouhání (can. 1369), kdo napadne papeže nebo biskupa (can. 1370), kdo učí nauce odsouzené papežem nebo ekumenickým koncilem (can. 1371), kdo se proti rozhodnutí papeže odvolá k ekumenickému koncilu (can. 1372) apod.

## České právo

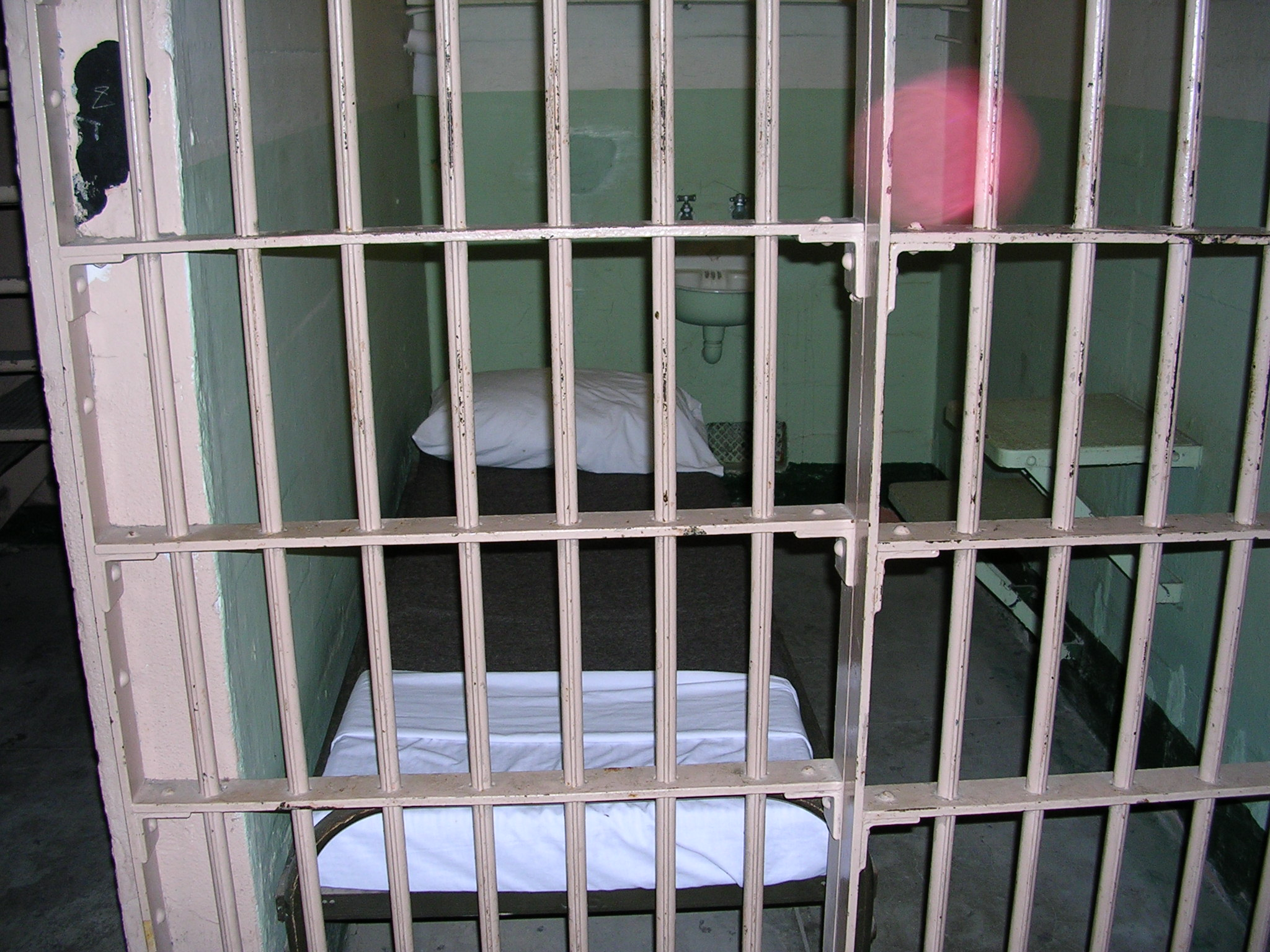
Interiér cely ve věznici

Trestem stát působí pachateli určitou a na základě zákona stanovenou újmu, spočívající v zásahu do jeho práv a svobod (např. na osobní svobodě, majetku nebo občanské cti), a zároveň jím vyslovuje společenské odsouzení jeho činu a deklaruje solidaritu s obětí. Jen výjimečně může dojít k upuštění od potrestání, kdy soud v odsuzujícím rozsudku sice vysloví vinu pachatele, ale trest neuloží. Samotný účel trestání není v českém trestním zákoníku (na rozdíl od § 23 dřívějšího trestního zákona) výslovně vyjádřen, to je ponecháno judikatuře a právní vědě. Obecně se rozlišují teorie absolutní (trest má účel sám o sobě jako spravedlivá odplata za spáchané zlo, tzv. individuální represe) a relativní, v nichž je důležitý společenský účel trestu. Může pachatele odradit od dalšího páchání trestné činnosti, příp. mu v ní přímo zabránit, a také ho napravit (speciální prevence), a ve vztahu ke zbytku společnosti je jeho smyslem odstrašení i posilování právní jistoty v tom smyslu, že překračování zákona je vždy trestáno (generální prevence). Teorie smíšené, které v české právní teorii i praxi převažují, spatřují význam trestu jak v prosté odplatě, tak v účelu, kterého jím lze dosáhnout. Mezi uvedenými účely musí být ovšem vyvážený poměr. Individuální represe nemůže být samoúčelná, trestní odpovědnost pachatele lze shledávat jen tam, kde jeho jednání dosahuje nezbytné míry společenské škodlivosti. Také byla-li by např. upřednostňována generální prevence nad prevencí individuální, šlo by o exemplární trestání, které česká judikatura nepřipouští.
Zákon zná konkrétně tyto druhy trestů:
- Odnětí svobody:
  - klasické odnětí svobody – zásadně nejvýše na 20 let,
  - výjimečný trest – nad 20 až do 30 let, nebo na doživotí.
- Alternativní tresty:
  - domácí vězení,
  - obecně prospěšné práce,
  - propadnutí majetku,
  - peněžitý trest,
  - propadnutí věci,
  - zákaz činnosti,
  - zákaz držení a chovu zvířat,
  - zákaz pobytu,
  - zákaz vstupu na sportovní, kulturní a jiné společenské akce,
  - ztráta čestných titulů nebo vyznamenání,
  - ztráta vojenské hodnosti,
  - vyhoštění – pouze pro cizince.

Kromě nich zná jako trestní sankce i ochranná opatření, které však tresty nejsou.

## Výchova
Výchovné tresty neukládají soudy, nýbrž rodiče, případně vychovatelé. Jejich jedinou funkcí je také potvrdit závažnost určitých norem a přimět dítě či žáka, aby je dodržoval. To se netýká jen chování, ale například také řeči: rodiče i učitelé mají dítě naučit řeč tak, aby se ve společnosti dobře dorozumělo, a pokud dělá chyby, mohou svoji snahu podpořit přiměřeným trestem. „Přiměřenost“ výchovných trestů se však měří výhradně jejich výsledky a každý vychovatel by měl vědět, že příliš tvrdé tresty a od jistého věku tělesné tresty vůbec bude dítě vnímat jako ponižování, takže svého cíle nemohou dosáhnout. Ostatně i malé děti mohou vnímat něco jako trest jen na pozadí a v kontrastu s pochvalou nebo odměnou.

## Sport
V individuálních sportech nehrají tresty velkou roli a diskvalifikace nebo distanc se udělují spíše výjimečně, například za doping. Zato v kolektivních hrách jsou velmi důležité a běžné, protože dodržování pravidel zde přímo souvisí s bezpečností hráčů. Postihují buď
- výsledek utkání (trestný kop, kontumační výsledek)
- jednotlivé hráče (žlutá a červená karta, distanc), anebo
- sportovní kluby (pokuty, uzavření hřiště, vyloučení ze soutěže).

Velkým problémem moderního profesionálního sportu je jednak doping, jednak korupce mezi rozhodčími; obojí plyne z velkého tlaku na výsledky a ovšem z objemu peněz, které ve sportu obíhají.